# Hydrocotyle miranda
Hydrocotyle miranda är en växtart i släktet Hydrocotyle och familjen araliaväxter.
Arten förekommer i Queensland i Australien. Den beskrevs av Anthony R. Bean och Murray J. Henwood 2003.